# Čuka
Čuka es una población rural de la municipalidad de Crna Trava, en el distrito de Jablanica, Serbia.

## Superficie
Posee una superficie de 4,366 kilómetros cuadrados.

## Demografía
Hasta 2011 la población era de 13 habitantes.